# Jyske Medier
Jyske Medier A/S var en dansk mediekoncern, der blandt andet udgav Horsens Folkeblad, Vejle Amts Folkeblad og Fredericia Dagblad foruden en række lokalaviser.
Derudover var der i koncernen også radioen VLR, trykkerier og andre aktiviteter.
Virksomheden havde knap 290 ansatte.
Ansvarshavende chefredaktør for Jyske Medier var Alex Pedersen.
I slutningen af 2013 lancerede Jyske Medier en betalingsmur til eksklusivt indhold på tværs af de tre dagblade.
I 2014 fusionerede Jyske Medier med Fynske Medier og Syddanske Medier og dannede Jysk Fynske Medier.